# Corrado Ocone
Corrado Ocone (né à Bénévent, le 5 mars 1963) est un philosophe et essayiste italien. Il s'occupe surtout de thèmes concernant le néoidéalisme (post-hégélien) italien et la théorie du libéralisme.

## Biographie
Corrado Ocone est élève de Raffaello Franchini et boursier de l'Institut italien pour les études historiques de Naples en 1993-1994. Il a l'occasion dans cet institut de travailler directement dans la bibliothèque personnelle de Benedetto Croce et avec l'aide d'Alda Croce, fille du philosophe, il recueille et analyse le matériel écrit sur lui dans le monde. Le résultat partiel de ces études voit le jour en 1993 dans son volume Bibliografia ragionata degli studi su Benedetto Croce publié chez ESI (Edizioni Scientifiche Italiane) de Naples qui remporte l'année suivante le prix édition du prix national Benedetto Croce pour les essais, institué par l'Institut national des études crociennes.
Il est directeur scientifique de la fondation Luigi Einaudi de Rome de laquelle il est finalement éloigné à cause de ses positions souverainistes. Il fait partie de la fondation Giuseppe Tatarella et il devient directeur scientifique de Nazione Futura.
Corrado Ocone est également membre du comité scientifique de la fondation Cortese de Naples, qui défend les valeurs du libéralisme; du comité historique scientifique de la fondation Bettino Craxi; du comité scientifique de l'Institut international Jacques Maritain; et du comité scientifique de la fondation Farefuturo. En outre, il est conseiller scientifique du Centro Studi Politici e Strategici Machiavelli.

## Activité et pensée
Corrado Ocone fonde en 1995, à Naples, le périodique trimestriel CroceVia, édité chez ESI (Edizioni Scientifiche Italiane); il le fait avec un groupe de diplômés et doctorants de l'université Frédéric II de Naples. Ce périodique se propose de rénover le message de Benedetto Croce et en peu de temps il entre de ce fait dans le débat culturel national.
En 2005, ses études crociennes prennent corps dans son livre Benedetto Croce, Il liberalismo come concezione della vita, publié chez Rubbettino dans la collection Maîtres libéraux de la fondation Luigi Einaudi de Rome. Ce livre, présentant l'image originale d'un Croce participant au processus européen de destruction des catégories épistémiques, a reçu de nombreuses critiques,,.
À partir de son interprétation de Croce, Ocone élabore la prospective d'un « libéralisme sans théorie », c'est-à-dire historiciste et non fondationniste.
Son projet philosophique peut être formulé de la manière suivante: reconquérir le libéralisme à la philosophie ; retour à l'idéalisme en philosophie ; réunir libéralisme et idéalisme (voir, à cet égard, les interventions d'Ocone dans la polémique entre néoréalistes et postmodernes).
Dans cet ordre de discours, Ocone estime qu'il faut renverser le reproche fait à Croce d'être un libéral hors norme, dans la mesure où dans sa pensée le concept d'individu serait sacrifié : l'individualisme n'est nullement consubstantiel au libéralisme, mais n'est lié à lui que dans sa première phase de développement (au début de la modernité). Celui d'Ocone est un libéralisme qui ne néglige ni le sens historique ni le réalisme politique. Par la suite, la pensée d'Ocone a assumé de nombreuses caractéristiques du scepticisme politique de Michael Oakeshott, en particulier sa critique du rationalisme, du perfectionnisme et du paternalisme. Il insiste donc sur le caractère « anticonformiste » et « hérétique » du libéralisme, sur la priorité en lui du moment « négatif » ou de la contradiction. La critique des idéologies, et en particulier du « politiquement correct », devient dans cette perspective le corrélat pratique des approches anti-métaphysiques de la philosophie contemporaine. Et la philosophie et le libéralisme finissent par coïncider.
Enfin, sa réflexion porte sur la signification théorique et historique de l'émergence des soi-disant « populismes » et « souverainismes ». Avant d'être ostracisés, ils sont selon Ocone de manière confuse et contradictoire loin d'être un « incident de parcours » dans le processus de mondialisation en cours; ils signalent en fait la crise définitive de l'idéologie sous-jacente: celle du mondialisme. Cette idéologie peut être considérée comme une radicalisation cohérente de la mentalité des Lumières et progressiste, c'est-à-dire d'un côté du processus de sécularisation et de rationalisation et de l'autre du relativisme et du nihilisme, spéculaires et connexes,. Selon Ocone, les « populismes » sont donc des mouvements de réaction aux mécanismes de dépolitisation (et de « régulation » associée au sens foucaldien) typiques de la mondialisation, qui avait défini son idéologie à la croisée des idées de deux « déviations » de l'authentique libéralisme : néolibéralisme, du côté économique, et culture libérale du côté d'un droit mondial fortement éthique.
Ocone a accordé une attention particulière au concept de liberté, à son caractère précurseur et non résolu et insoluble. La réflexion du dernier Croce, marquée par la catégorie de « vitalité », est donc mise en tension avec celle d'auteurs tels que Schelling, Heidegger, Pareyson, dans la perspective d'une « théorie spéculative de la liberté » qui spécifie le « libéralisme comme théorie »  de plus en plus comme « libéralisme tragique », au sens étymologique d'inconciliable. En particulier, le rapport entre liberté et sécurité, rendu de plus en plus urgent par le gouvernement des urgences, à commencer par la pandémie, n'a de sens que si la dimension dilemmatique est maintenue ouverte, c'est-à-dire la tension entre ces deux concepts, une tension ou un dilemme.
Ocone écrit pour diverses revues scientifiques et culturelles et dans les grands organes de presse nationale. Il a été à diverses époques codirecteur de Critica Liberale, consultant éditorial de MicroMega et de la rédaction de Reset, Le ragioni del socialismo et Mondoperaio. Il est actuellement (2023) à la rédaction de la revue Le Sfide, édité par la fondation Craxi, et au comité éditorial du quotidien en ligne L’Occidentale. Il collabore au quotidien Libero et au Riformista; il est également chroniqueur politique de Formiche, HuffPost Italia et sur le blog de Nicola Porro.
Il a été conseiller politique de la présidence du conseil des ministres du gouvernement Draghi au sein du personnel du sous-secrétaire d'État à l'information et à la publication Giuseppe Moles.
Pendant la XIXe législature de la République italienne, il a été conseiller du président de la chambre des députés, Lorenzo Fontana.

## Œuvres
- 2022 Il non detto della libertà, Rubbettino, Soveria Mannelli[26]
- 2022  (a cura di) Benedetto Croce, Perché non possiamo non dirci cristiani, Historica, Cesena[27]
- 2021 Salute o libertà: un dilemma storico filosofico, Rubbettino, Soveria Mannelli[28]
- 2020  (con Marco Gervasoni) Coronavirus. Fine della globalizzazione, Il Giornale, Milan
- 2019 La chiave del secolo. Interpretazioni del Novecento, Rubbettino, Soveria Mannelli[29]
- 2019 Europa. L'Unione che ha fallito, Historica, Cesena[18]
- 2018 La cultura liberale. Breviario per il nuovo secolo, Giubilei Regnani, Rome-Cesena[30]
- 2016 Attualità di Benedetto Croce, Castelvecchi, Rome[31]
- 2016 Il liberalismo nel Novecento: da Croce a Berlin, Rubbettino, Soveria Mannelli[32]
- 2015 (curatore) Il liberale che non c'è. Manifesto per l'Italia che vorremmo, Castelvecchi, Rome[33]
- 2014 (con altri autori) I grandi maestri del pensiero laico, Claudiana, Turin[34]
- 2014 (curatore) Robin George Collingwood, Autobiografia, Castelvecchi, Rome[35]
- 2013 (con Donatella Di Cesare e Simone Regazzoni) Il nuovo realismo è un populismo, Il Nuovo Melangolo, Gênes[36]
- 2012 (a cura di Pietro Reichlin e Aldo Rustichini) Pensare la sinistra. Tra equità e libertà, Laterza, Rome-Bari[37]
- 2011 Liberalismo senza teoria, Rubbettino, Soveria Mannelli[38]
- 2011 (con Dario Antiseri), Liberali d'Italia, Rubbettino, Soveria Mannelli[39]
- 2010 (con altri autori) Le parole del tempo. Lessico del mondo che cambia, a cura di Pierfranco Pellizzetti, Manifesto libri, Rome[40]
- 2010 (con altri autori), Spettri di Derrida, a cura di Carola Barbero, Simone Regazzoni e Amelia Voltolina, Annali della Fondazione europea del Disegno (Fondation Adami), 2009/5, Il Nuovo Melangolo, Gênes[41]
- 2009 Profili riformisti. 15 pensatori liberal per le nostre sfide, con prefazione di Emanuele Macaluso, Rubbettino, Soveria Mannelli[42]
- 2008 Karl Marx visto da Corrado Ocone, con prefazione di Paolo Savona, Luiss University Press (Collana "Momenti d'oro dell'economia"), Rome[43]
- 2006 (curatore con Nadia Urbinati), La libertà e i suoi limiti. Antologia del pensiero liberale da Filangieri a Bobbio, Laterza, Rome-Bari[44]
- 2005 Benedetto Croce. Il liberalismo come concezione della vita, (prefazione di Valerio Zanone), Rubbettino, Soveria Mannelli[45]
- 2003 (curatore), Bobbio ad uso di amici e nemici, con postfazione di Giuliano Amato, I libri di Reset, Marsilio Editori, Venise[46]
- 1999 (curatore con Enzo Marzo), Manifesto laico, Laterza, Rome-Bari[47]
- 1996 (coautore, a cura di Maurizio Viroli), Lessico repubblicano, Fondazione Giovanni Agnelli, Turin[48]
- 1993 Bibliografia ragionata degli scritti su Benedetto Croce; prefazione di Vittorio Stella, Edizioni Scientifiche Italiane, Naples[49]